# Форвуд, Дженнифер, 11-я баронесса Арлингтон
Дженнифер Джейн Форвуд, 11-я баронесса Арлингтон (урожденная — Нельсон) (англ. Jennifer Jane Forwood, 11th Baroness Arlington; родилась 7 мая 1939 в Лондоне) — британская аристократка и политик.

## Биография
Родилась 7 мая 1939 года в Лондоне. Старшая дочь генерала сэра Джона Нельсона (1912—1993) и леди Маргарет Джейн Фицрой (1916—1995), сестры 9-го герцога Графтона. Получила образование в Даунхемской школе для девочек, Хэтфилд-Брод-Оук, Эссекс (ныне Даун-Холл).
8 декабря 1965 года она вышла замуж за капитана Родни Саймона Дадли Форвуда (24 сентября 1940 — 10 октября 1999), младшего сына сэра Дадли Форвуда, 3-го баронета. У них двое сыновей:
- Достопочтенный Патрик Джон Дадли Форвуд (род. 23 апреля 1967), старший сын и наследник титула. С 2001 года женат на Виктории Александре Психопулос
- Достопочтенный Джеймс Роланд Нельсон Форвуд (род. 16 марта 1969)

## Претензия на титул пэра
В мае 1999 года Дженнифер Форвуд получила титул 11-й баронессы Арлингтон, который был отменен с 1936 года после смерти последнего обладателя титула, Джона Фицроя, 9-го герцога Графтона (1914—1936). В соответствии с положениями Закона о пэрстве 1963 года она заняла свое место в Палате лордов 27 мая 1999 года и оставалась в Палате до 11 ноября 1999 года, когда вступил в силу Закон о Палате лордов 1999 года. Она произнесла свою единственную речь через неделю после смерти своего мужа, который помог ей подготовить её, 18 октября 1999 года, отвечая на ряд вопросов министру транспорта в Палате лордов на тему превышения скорости.
Леди Арлингтон, после того, как ей удалось претендовать на свой родовой титул из-за бездействия в её пользу, была упомянута с насмешкой лейбористским наследственным пэром, лордом Беркли, что теперь она была хорошо подготовлена, чтобы ходатайствовать о восстановлении древних титулов графа Арлингтона и/или виконта Тетфорда в её пользу, будучи одним из четырёх сонаследников этих титулов. Она была последней баронство автор приказ о вызове быть выведенной из бездействие в то время как наследственные пэры имели автоматическое право посещать Палату лордов.